# ناشي وميرا (فلم)
ناشي وميرا فيلم كويتي انتج عام 2015 لكن تم منعة في السينما وعرض في اليوتيوب عام 2018.

## طاقم التمثيل
- بدر الشعيبي
- شيلاء سبت
- هدى الخطيب
- زهرة عرفات
- إيماه شاه